# 山根有人
山根 有人（やまね なおと、1987年12月28日 - ）は、日本の元ラグビー選手。

## プロフィール
- 北海道出身。
- ポジションはナンバーエイト(No8)・ロック(LO)。
- 身長 189cm、体重 89kg
- ニックネームはやまね。
- 性格はおっとり。

## 略歴
札幌山の手高等学校から法政大学へ入る。
大学在学中に7人制日本代表に選出された。
2010年、法政大学卒業後はホンダヒートに入団し、2013年に引退した。